# Typhonium inopinatum
Typhonium inopinatum är en kallaväxtart som beskrevs av David Prain. Typhonium inopinatum ingår i släktet Typhonium och familjen kallaväxter. Inga underarter finns listade.